# سليم أ. يندكفيست
سليم أ. يندكفيست (بالفنلندية: Selim A. Lindqvist)‏ هو مهندس معماري فنلندي، ولد في 19 مايو 1867 في هلسنكي في فنلندا، وتوفي في 17 مايو 1939 في فانتا في فنلندا.